# Arrondissement administratif de Huy
L'arrondissement administratif de Huy est un des quatre arrondissements administratifs de la province de Liège en Région wallonne (Belgique). Sa superficie est de 661,20 km² et sa population au 1er janvier 2025 s’élevait à 116 245 habitants, soit une densité de population de 175,8 habitants/km2.
L'arrondissement administratif de Huy fait partie de l'arrondissement judiciaire de Liège depuis 2014.

## Histoire
L'arrondissement de Huy a été créé en 1800 comme le troisième des trois arrondissements d'alors du département français de l’Ourthe. Il était constitué à l'origine des cantons d'Avennes, Bodegnée, Ferrières, Héron, Huy, Landen et Nandrin.
En 1818, quelques communes ont été cédées à l'arrondissement de Marche-en-Famenne.
En 1821, les cantons d'Avennes et Landen ont été cédés au nouvellement créé arrondissement de Waremme. Tandis que la commune de Comblain-au-Pont était cédée à l'arrondissement de Liège, les communes de Basse-Bodeux, Bra, Chevron, Fosse, Francorchamps, La Gleize, Lierneux, Rahier, Stoumont et Wanne furent prises sur l'arrondissement de Verviers mais en 1848 elles lui furent toutes rendues.
En 1971, les communes de Borlez et Les Waleffes ont été cédées à l'arrondissement de Waremme.
En 1977, la commune d'Aineffe ainsi qu'une partie d'Hermalle-sous-Huy furent cédées à l'arrondissement de Waremme. Les communes de Neuville-en-Condroz, Éhein, Ernonheid, Harzé et Poulseur furent cédées à l'arrondissement de Liège, qui en retour donna les communes d'Anthisnes et Engis. Pour finir, la commune de Lorcé fut cédée à l'arrondissement de Verviers et la commune de My ainsi qu'une partie de Manhay furent prises à l'arrondissement de Marche-en-Famenne.

## Communes et leurs sections

### Communes
- Amay
- Anthisnes
- Burdinne
- Clavier
- Engis
- Ferrières
- Hamoir
- Héron
- Huy
- Marchin
- Modave
- Nandrin
- Ouffet
- Tinlot
- Verlaine
- Villers-le-Bouillet
- Wanze

### Sections
- Abée
- Amay
- Ampsin
- Antheit
- Anthisnes
- Bas-Oha
- Ben-Ahin
- Bodegnée
- Bois-et-Borsu
- Burdinne
- Chapon-Seraing
- Clavier
- Clermont-sous-Huy
- Comblain-Fairon
- Couthuin
- Ellemelle
- Engis
- Ferrières
- Filot
- Fize-Fontaine
- Flône
- Fraiture
- Hamoir
- Hannêche
- Hermalle-sous-Huy
- Héron
- Hody
- Huccorgne
- Huy
- Jehay
- Lamontzée
- Lavoir
- Les Avins
- Marchin
- Marneffe
- Modave
- Moha
- My
- Nandrin
- Ocquier
- Ombret-Rawsa
- Oteppe
- Ouffet
- Outrelouxhe
- Pailhe
- Ramelot
- Saint-Séverin-en-Condroz
- Seny
- Seraing-le-Château
- Soheit-Tinlot
- Strée
- Tavier
- Terwagne
- Tihange
- Vaux-et-Borset
- Verlaine
- Vierset-Barse
- Vieuxville
- Vieux-Waleffe
- Villers-aux-Tours
- Villers-le-Bouillet
- Villers-le-Temple
- Vinalmont
- Vyle-et-Tharoul
- Wanze
- Waret-l'Évêque
- Warnant-Dreye
- Warzée
- Werbomont
- Xhoris
- Yernée-Fraineux

## Démographie
Le graphique suivant reprend sa population résidente
- Source: DGS , de 1806 à 1970=recensements population; à partir de 1980 = nombre d'habitants chaque 1 janvier[1]